# Nguyễn Phúc Bửu Kiêm
Nguyễn Phúc Bửu Kiêm  (chữ Hán: 阮福寶嵰; 1884 – 5 tháng 8 năm 1940), thường được gọi là Ông Hoàng Mười, tước phong Hoài Ân vương (懷恩王), là một hoàng tử con vua Dục Đức nhà Nguyễn trong lịch sử Việt Nam.

## Tiểu sử
Hoàng tử Bửu Kiêm là con trai thứ 10 của vua Dục Đức, mẹ ông là bà Nguyễn Văn Thị Nghệ. Khi vua Dục Đức bị phế, các hoàng tử con ông phải theo mẹ về quê. Đến khi vua Thành Thái lên ngôi mới cho đón mẹ là bà Phan Thị Điều và các hoàng đệ vào cung.
Năm Thành Thái thứ 9 (1897), tháng 11 (âm lịch), vua ngự giá Nam tuần, cả 3 hoàng đệ là Bửu Tán, Bửu Kiêm, Bửu Lũy đều được theo hầu.
Tháng 12 (âm lịch) năm thứ 15 (1903), vua cho Thượng thư bộ Lễ Ngô Đình Khả ngày ngày tới phủ đệ của quận công Bửu Tán và hoàng đệ Bửu Kiêm để dạy hai ông tiếng Tây. Khoảng năm 1904 - 1905, Bửu Kiêm được phong làm Hưng Nhân Quốc công (興仁國公), nhưng không thấy Đại Nam thực lục nhắc đến chuyện này.
Tháng 3 (âm lịch) năm thứ 18 (1906), vua ngự giá Bắc tuần yết bái Nguyên miếu (miếu thờ Triệu Tổ Nguyễn Kim) ở Thanh Hóa, hai hoàng đệ là thân công Bửu Tán và quốc công Bửu Kiêm đều sung Hộ giá thân thần. Tháng 8 (âm lịch) năm đó, hai ông Bửu Kiêm và Bửu Tán được Pháp tặng cho mỗi người một tấm Bắc Đẩu bội tinh hạng Năm.
Năm Duy Tân thứ 2 (1908), Khâm sứ đại thần Levecque bàn tới chuyện di dời Trường nữ sinh bản xứ Huế (Ecole des Jeunes filles indigènes de Hué) về phủ Hưng Nhân Quốc công. Ông cũng thuận tình cho xây.
Tháng 8 (âm lịch) năm Duy Tân thứ 3 (1909), ngày tế đàn Nam Giao, vua sai quốc công Bửu Kiêm thay mặt làm lễ. Cũng trong năm đó, tháng 7 (âm lịch), ông được cử sang Tây du học. Trước đây, ông thường tới Tòa sứ quán xin qua Tây du học, được Khâm sứ đại thần chấp thuận. Học phí hằng năm khoảng 1100 đồng, đều do ngân sách Bảo hộ chi cấp, phủ Phụ chính tâu lên vua xin chuẩn. Năm thứ 6 (1912), tháng giêng, vua gia phong cho Bửu Kiêm làm Hưng Nhân công (興仁公). Tháng sau, ông lại được sai đi nhiếp tế đàn Nam Giao.
Dưới thời vua Khải Định, thân công Bửu Kiêm và Thượng thư Thái Văn Toản đánh nhau, Bửu Kiêm sau đó bị giáng làm Hưng Nhân Quận công (興仁郡公). Năm Khải Định thứ 4 (1919), tháng 10 (âm lịch), nhân tiết Thánh Thọ ngũ tuần (mừng thọ 50 tuổi của bà Thánh Cung Nguyễn Hữu Thị Nhàn, đích mẫu của Khải Định), vua chuẩn cho ông được phục tước Công, nhưng vì hai chữ huy hiệu Hưng Nhân của ông trùng với tên Nhân đỉnh ở Thế miếu nên đổi thành Hoài Ân công (懷恩公).
Ngày 12 tháng 7 năm Bảo Đại thứ 8 (1933), Bửu Kiêm chính thức được tấn phong làm Hoài Ân Quận vương (懷恩郡王). Tháng 10 năm 1936, công tử Vĩnh Giao con trai ông được tập tước Quận công.
Ngày 5 tháng 8 năm 1940, Bảo Đại năm thứ 15, quận vương Bửu Kiêm qua đời, thọ 57 tuổi, được truy tặng làm Hoài Ân vương (懷恩王). Mộ của ông được táng tại phường Phú Cát (nay thuộc phường Gia Hội, thành phố Huế.
Lầu ông Hoàng Mười, phủ đệ của Hoài Ân vương Bửu Kiêm, trước kia là một địa danh rất nổi tiếng ở khu phố cổ Gia Hội - Chợ Dinh, ngày nay đã không còn nữa. Hiện nay, tọa lạc tại vị trí này là trường Trung học phổ thông Gia Hội.